# 宋世谟
宋世谟，琅邪郡（今山东省临沂市）人，隋朝末年民变领袖。
隋炀帝大业十年五月初五壬寅（614年6月17日），变民领袖宋世谟攻陷隋朝的琅邪郡，成为当时山东规模最大的民变军。宋世谟后事不详，琅邪郡（沂州）后来成为徐圆朗的势力范围。